# 1633
1633 (MDCXXXIII) var ett normalår som började en lördag i den gregorianska kalendern och ett normalår som började en tisdag i den julianska kalendern.

## Händelser

### Januari
- Januari – Axel Oxenstierna utses till Sveriges ombud i Tyskland. Han stannar där i tre år.

### Februari
- Februari – Kristina hyllas som omyndig drottning av Sveriges riksdag.

### April
- 13 april – Ett evangeliskt förbund ingås i Heilbronn mellan Sverige och de protestantiska staterna i sydvästra Tyskland. Axel Oxenstierna blir förbundets "direktor".

### Juni
- 18 juni – Anthonie van Diemen "återupptäcker" Amsterdamön i Indiska oceanen, som börjat falla i glömska.[1]
- 28 juni – Svenskarna besegrar kejsarens trupper i slaget vid Oldendorf.

### Juli
- Gustav II Adolfs lik hemförs till Sverige. I samband med transporten genom landet rapporteras flera märkliga naturfenomen och tilldragelser.

### Augusti
- 1 augusti – Svenskarna besegrar kejsarens trupper i slaget vid Pfaffenhofen.
- 10 augusti – Gustavi domkyrka i Göteborg invigs.

### September
- 27 september – Svenskarna besegras av kejsarens trupper i slaget vid Steinau.

### Oktober
- 10 oktober – Axel Oxenstierna nedtecknar ett memorial till Rådet, vilket han påstår är Gustav II Adolfs politiska testamente, trots att makten förskjuts till högadeln. Ständerna väntar till året därpå med att ta ställning till förslaget. Trots detta bildas en femmannaregering, varvid gamle riksdrotsen Magnus Brahe avgår. Rikskansler är Axel Oxenstierna. Riksmarsk är Jakob De la Gardie. Riksamiral är Carl Carlsson Gyllenhielm (Karl IX:s utomäktenskaplige son).

### Okänt datum
- Svenska härar under Gustav Horn och hertig Bernhard av Weimar opererar i Bayern, där bland annat staden Regensburg erövras.
- Krigsrörelserna i Tyskland avstannar på grund av Wallensteins fredsförhandlingar med svenskarna.
- Stora Barnhuset i Stockholm grundas på den nyanlagda Drottninggatan. Där skall man ta hand om barn, som är föräldralösa eller vars föräldrar ej kan försörja dem.

## Födda
- 23 februari – Samuel Pepys, engelsk ämbetsman.
- 14 oktober – Jakob II, kung av England, Skottland och Irland 1685–1688.
- Kaya Sultan, osmansk prinsessa.

## Avlidna
- 4 mars – Magnus Brahe, svensk greve och riksråd, riksmarsk 1607–1612, riksdrots sedan 1612 och president för Svea hovrätt sedan 1614.
- 24 april – Sigrid Eriksdotter Vasa, svensk prinsessa, dotter till Erik XIV och Karin Månsdotter.
- 12 juli –  Thofania d'Adamo, italiensk giftmördare.
- 5 augusti – George Abbot, engelsk prelat.
- 12 augusti – Jacopo Peri, italiensk kompositör, kallad "operans fader".
- 2 oktober – Scipione Borghese, italiensk kardinal och konstsamlare.
- Virginia Eriksdotter, frillodotter till Erik XIV och Agda Persdotter.

### Fotnoter
1. ↑  World Statesmen (läst 3 april 2011)